# دارتلو
دارتلو (به لاتین: Dartlo) یک منطقهٔ مسکونی در گرجستان است که در شهر اخمتا واقع شده‌است. دارتلو ۰ نفر جمعیت دارد و ۲٬۰۰۰ متر بالاتر از سطح دریا واقع شده‌است.